# Anni 1370
Gli anni 1370 sono il decennio che comprende gli anni dal 1370 al 1379 inclusi.

## Eventi, invenzioni e scoperte
- 1377: Fine della cattività avignonese
- 1379: A Vicenza venne sparato il primo fuoco d'artificio Europeo.